# Ideał (teoria pierścieni)
Ideał – podzbiór pierścienia o własnościach pozwalających na konstrukcję pierścienia ilorazowego. Pojęcie ideału zostało wprowadzone przez Dedekinda jako uogólnienie pojęcia liczby idealnej, rozważanego przez Kummera. Badania Dedekinda były kontynuowane przez Hilberta i przez Emmy Noether.
Ideały odgrywają w teorii pierścieni rolę analogiczną do podgrup normalnych w teorii grup.

## Definicja formalna
W dalszej części artykułu nie zakłada się przemienności pierścieni ani istnienia jedynki.
Ideałem pierścienia {\displaystyle R} nazywa się każdy podzbiór {\displaystyle I} pierścienia {\displaystyle R} o tej własności, że:
1. {\displaystyle I} jest podgrupą grupy addytywnej pierścienia,
2. jeśli {\displaystyle \gamma \in R} oraz {\displaystyle \alpha \in I,} to {\displaystyle \gamma \alpha \in I,}
3. jeśli {\displaystyle \gamma \in R} oraz {\displaystyle \alpha \in I,} to {\displaystyle \alpha \gamma \in I.}

W przypadku, gdy {\displaystyle R} jest pierścieniem przemiennym warunki 2. i 3. są równoważne.
Warunkowi 1. równoważny jest następujący warunek:
1′. {\displaystyle I} jest niepusty oraz {\displaystyle \alpha -\beta \in I} dla wszelkich {\displaystyle \alpha ,\beta \in I.}
Uwaga: W kontekście pierścieni, które są algebrami (nad pewnym ciałem) zakłada się dodatkowo, że {\displaystyle I} jest podprzestrzenią liniową algebry {\displaystyle R.} Uwaga ta dotyczy również ideałów jednostronnych zdefiniowanych niżej.

### Ideały jednostronne
Podobnie definiuje się ideały jednostronne w pierścieniu {\displaystyle R{:}}
- podzbiór {\displaystyle L} pierścienia {\displaystyle R} jest ideałem lewostronnym, gdy spełnia warunki 1. i 2.
- podzbiór {\displaystyle P} pierścienia {\displaystyle R} jest ideałem prawostronnym, gdy spełnia warunki 1. i 3.

W przypadku, gdy {\displaystyle R} jest nieprzemienny, dla odróżnienia, ideał (zbiór spełniający warunki 1., 2. i 3.) nazywa się ideałem dwustronnym albo ideałem obustronnym.

## Generowanie ideałów
Niech {\displaystyle A} będzie podzbiorem pierścienia {\displaystyle R.} Część wspólna dowolnej rodziny dwu-/lewo-/prawostronnych ideałów w {\displaystyle R} jest nadal ideałem o danej własności. Obserwacja ta pozwala na definicję ideału dwu-/lewo-/prawostronnego generowanego przez zbiór {\displaystyle A} ({\displaystyle A} nazywany jest wówczas zbiorem generatorów). I tak, symbolami {\displaystyle RAR,} {\displaystyle RA,} {\displaystyle AR} oznacza się część wspólną rodziny wszystkich ideałów, odpowiednio, dwu-/lewo-/prawostronnych zawierających zbiór {\displaystyle A} (w każdym przypadku rodzina ideałów zawierających {\displaystyle A} jest niepusta, gdyż należy do niej ideał {\displaystyle I=R;} rozważanie części wspólnej ma zatem sens).
Jeśli pierścień {\displaystyle R} ma jedynkę, to wyżej zdefiniowane ideały generowane przez zbiór {\displaystyle A} można opisać jawnie:
{\displaystyle RAR=\{l_{1}a_{1}p_{1}+\ldots +l_{n}a_{n}p_{n}\colon \;\;l_{i},p_{i},\in R,a_{i}\in A,n\in \mathbb {N} \},}
{\displaystyle RA=\{l_{1}a_{1}+\ldots +l_{n}a_{n}\colon \;\;l_{i}\in R,a_{i}\in A,n\in \mathbb {N} \},}
{\displaystyle AR=\{a_{1}p_{1}+\ldots +a_{n}p_{n}\colon \;\;p_{i},\in R,a_{i}\in A,n\in \mathbb {N} \}.}
W przypadku, gdy pierścień jest przemienny, powyższe trzy zbiory są identyczne (postać drugiego i trzeciego jest oczywiści prostsza od pierwszego).
Jeśli w pierścieniu {\displaystyle R} brak jedynki, to sumy w poszczególnych definicjach zbiorów należy zastąpić odpowiednio następującymi sumami
{\displaystyle \sum _{i=1}^{n}(l_{i}a_{i}p_{i}+l_{i}^{'}a_{i}+a_{i}p_{i}^{'}+k_{i}\cdot a_{i}),\quad \sum _{i=1}^{n}(l_{i}a_{i}+k_{i}\cdot a_{i}),\quad \sum _{i=1}^{n}(a_{i}p_{i}+k_{i}\cdot a_{i})}
gdzie {\displaystyle l_{i},l_{i}^{'}p_{i},p_{i}^{'}\in R,a_{i}\in A,k_{i}\in \mathbb {Z} ,n\in \mathbb {N} .}
Ideały generowane przez zbiór skończony nazywa się ideałami skończenie generowanymi. Ideały generowane przez zbiór jednoelementowy („generowane przez jeden element”) nazywane są ideałami głównymi.

## Typy ideałów
Z definicji natychmiast wynika, że sam pierścień {\displaystyle R} jest ideałem (dwu-/lewo-/prawostronnym). Ideały pierścienia {\displaystyle R,} które są różne od {\displaystyle R} nazywane są ideałami właściwymi. W przypadku pierścieni z jedynką, ideał {\displaystyle I} jest właściwy wtedy i tylko wtedy, gdy nie zawiera jedynki pierścienia.

### Ideały maksymalne
Ideał (dwu-/lewo-/prawostronny) {\displaystyle I} nazywany jest ideałem maksymalnym, gdy nie istnieje ideał właściwy, w którym jest on zawarty w sposób właściwy. Korzystając z lematu Kuratowskiego-Zorna (a więc aksjomatu wyboru), można udowodnić następujące twierdzenie:
- Twierdzenie Krulla: Każdy ideał (dwu-/lewo/-prawostronny) jest zawarty w pewnym ideale maksymalnym.

Ponadto,
- Ideał {\displaystyle I} (dwustronny) jest maksymalny wtedy i tylko wtedy, gdy pierścień ilorazowy {\displaystyle R/I} jest pierścieniem z dzieleniem (bądź ciałem, gdy {\displaystyle R} jest przemienny).

### Ideały pierwsze
Niech {\displaystyle R} będzie pierścieniem przemiennym. Ideał {\displaystyle I} pierścienia {\displaystyle R} nazywa się ideałem pierwszym, gdy spełnia on następujący warunek:
jeżeli {\displaystyle \alpha \cdot \beta \in I,} to {\displaystyle \alpha \in I} lub {\displaystyle \beta \in I.}
Często używa się również w definicji warunku równoważnego:
jeżeli {\displaystyle \alpha \cdot \beta \in I} oraz {\displaystyle \alpha } nie należy do {\displaystyle I,} to {\displaystyle \beta \in I.}
Każdy ideał maksymalny jest pierwszy. Ponadto, ideał {\displaystyle I} jest pierwszy wtedy i tylko wtedy, gdy pierścień ilorazowy {\displaystyle R/I} nie ma nietrywialnych dzielników zera (tj. {\displaystyle R/I} jest dziedziną całkowitości).
Ideały pierwsze w teorii pierścieni pełnią rolę liczb pierwszych w teorii liczb.
Pierścień, w którym każdy ideał jest ideałem pierwszym nazywany jest pierścieniem ideałów pierwszych.

## Przykłady
- W dowolnym pierścieniu zbiór {\displaystyle \{0\}} jest ideałem, zwanym trywialnym.
- Zbiór wszystkich elementów pierścienia {\displaystyle R} jest ideałem w tym pierścieniu (zwanym niewłaściwym).
- W pierścieniu {\displaystyle \mathbb {Z} } liczb całkowitych przykładem ideału jest zbiór wszystkich liczb parzystych. Ideałem jest również zbiór wszystkich liczb podzielnych przez 9. Ogólniej, każdy ideał pierścienia {\displaystyle \mathbb {Z} } jest zbiorem wszystkich liczb podzielnych przez pewną liczbę naturalną {\displaystyle k.} Zatem {\displaystyle \mathbb {Z} } jest pierścieniem ideałów głównych. Ideał pierścienia {\displaystyle \mathbb {Z} } jest pierwszy, wtedy i tylko wtedy, gdy jest zbiorem liczb podzielnych przez pewną liczbę pierwszą.
- Jedynymi ideałami dowolnego ciała są ideał trywialny (złożony z samego zera) i niewłaściwy (całe ciało).
- Jeśli {\displaystyle f\colon R\to S} jest homomorfizmem pierścieni, to jego jądro {\displaystyle \ker f} jest ideałem w pierścieniu {\displaystyle R.}
- Zbiór elementów nieodwracalnych pierścienia {\displaystyle R} tworzy ideał wtedy i tylko wtedy, gdy {\displaystyle R} zawiera dokładnie jeden ideał maksymalny.

- Grupa liczb nieskończenie małych jest ideałem w pierścieniu liczb ograniczonych ciała liczb hiperrzeczywistych[2].

## Operacje na ideałach
Suma algebraiczna ideałów {\displaystyle I} i {\displaystyle J} pierścienia {\displaystyle R,} czyli zbiór
{\displaystyle I+J=\{a+b:a\in I,b\in J\}}
jest również ideałem w pierścieniu {\displaystyle R.}
Zbiór wszystkich iloczynów elementów dwóch ideałów {\displaystyle I} i {\displaystyle J} nie musi być ideałem. Dlatego przez {\displaystyle IJ} rozumie się ideał generowany przez te iloczyny. Zatem:
{\displaystyle IJ=\{r_{1}a_{1}b_{1}+\ldots +r_{n}a_{n}b_{n}:r_{i}\in R,a_{i}\in I,b_{i}\in J,1\leqslant i\leqslant n,n\in \mathbb {N} \}.}
Część wspólna ideałów {\displaystyle I\cap J} również jest ideałem, podczas gdy teoriomnogościowa suma ideałów {\displaystyle I\cup J} nie musi być ideałem, ale zawsze jest podzbiorem ideału {\displaystyle IJ.}
Część wspólna wszystkich ideałów pierwszych zawierających ideał {\displaystyle I} w pierścieniu {\displaystyle R} nazywana jest radykałem ideału {\displaystyle I} w pierścieniu {\displaystyle R.}

### Własności operacji na ideałach
- Wszystkie trzy powyższe operacje są łączne i przemienne.
- Iloczyn ideałów jest rozdzielny względem dodawania.
- Część wspólna ideałów jest modularna względem dodawania: jeśli {\displaystyle I\supseteq K,} to {\displaystyle I\cap (J+K)=(I\cap J)+K.}
- {\displaystyle (I+J)(I\cap J)\subseteq IJ}
- Ideały {\displaystyle I,J} nazywamy ideałami względnie pierwszymi, jeśli {\displaystyle I+J=(1).} Na podstawie poprzedniego przykładu oznacza to, że {\displaystyle I\cap J\subseteq IJ,} a ponieważ {\displaystyle IJ\subseteq I\cap J,} więc dla ideałów względnie pierwszych zachodzi równość {\displaystyle IJ=I\cap J.}
- Przeciwobraz ideału przy homomorfizmie jest ideałem. Jeżeli {\displaystyle \phi \colon R\to P} jest homomorfizmem i I jest ideałem P to {\displaystyle \phi ^{-1}(I)} jest ideałem R. (przeciwobraz podgrupy jest podgrupą, iloczyn elementu {\displaystyle \phi ^{-1}(I)} i elementu z jądra przechodzi na 0, więc jest w przeciwobrazie I, iloczyn z elementem spoza jądra przechodzi na element z I z definicji ideału i homomorfizmu).
- Obraz ideału przy epimorfizmie jest ideałem. Ogólniej obraz ideału przy homomorfizmie jest ideałem obrazu pierścienia przy homomorfizmie (niekoniecznie ideałem pierścienia, w który prowadzi homomorfizm).